# Olovnice

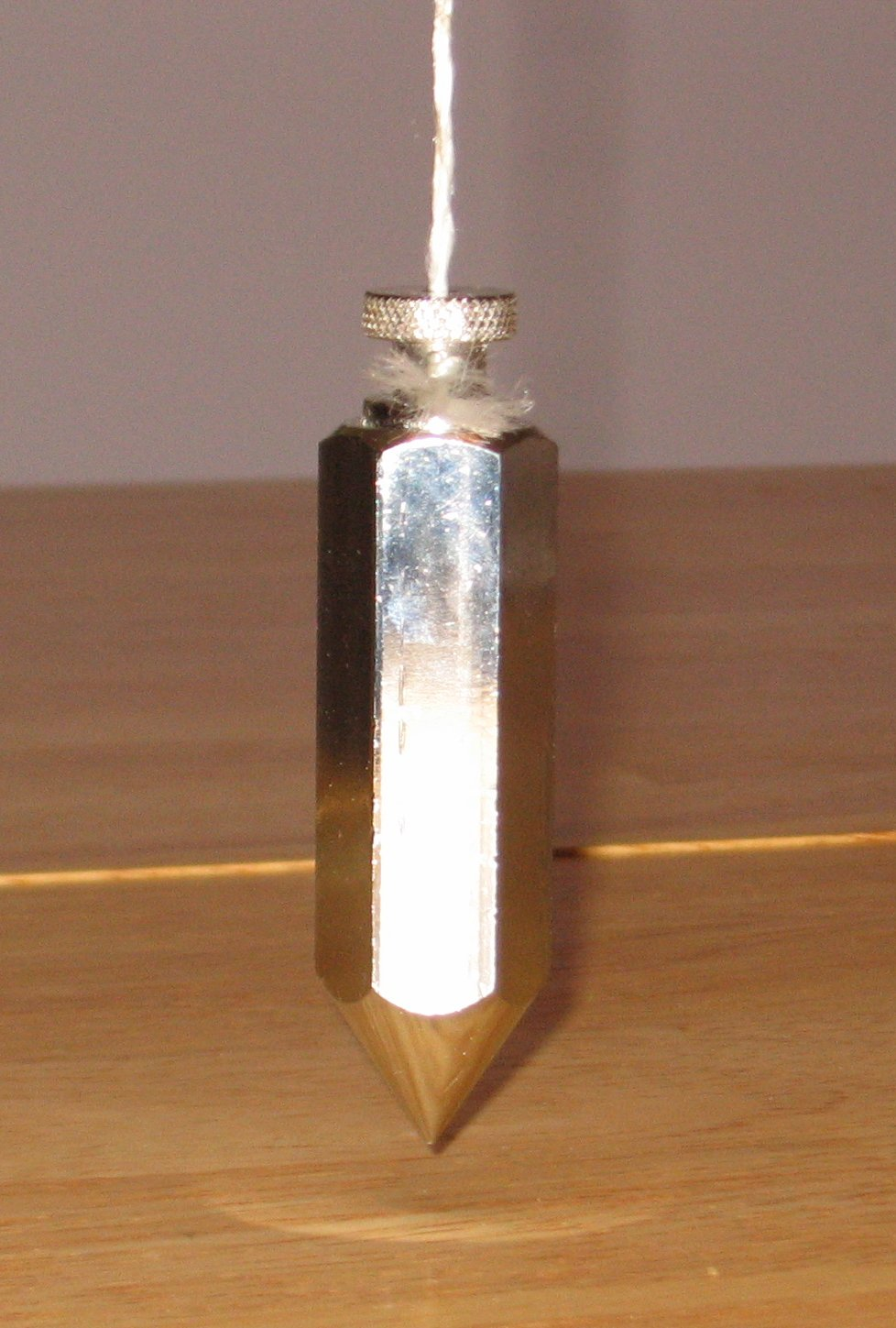
Zavěšená olovnice

Olovnice je jednoduchý přístroj, sloužící k určování svislého směru a k měření svislých vzdáleností (výška, hloubka). Skládá se z vlákna (provázku nebo lana; lano musí být pletené, protože levné stáčené se při zatížení točí) a těžkého závaží. Závaží bývá někdy vyrobeno z olova, odtud název. Podle fyzikálních zákonů olovnice směřuje na střed Země.

## Měření svislic a hloubky
Olovnice se běžně užívá ve stavebnictví k určování svislice při stavbě zdí. Olovnice má v tomto případě závaží vyrobené z oceli a má tvar válce nebo mnohohranu, v dolní části zahroceného. Nyní zedníci většinou měří kolmost vodováhou, protože je to pohodlnější a rychlejší. Olovnice však přes svou jednoduchost je stále nejpřesnější. Slouží také k přenosu měr. Např. tesaři chtějí zjistit, zda hřeben střechy je přesně v jejím středu. Z hřebene spustí olovnici a míru přenesou na podlahu půdy. Pak jen změří, zda je tento bod uprostřed, případně o kolik je mimo střed.
Dalším významným využitím olovnice je měření hloubek vodních nádrží nebo jiných vodních ploch. Jedná se tedy o přístroj také zvaný hloubkoměr. V tomto případě má závaží větší rozměry i hmotnost. Hloubka se určuje podle délky navinutého lana. Dnes ale bývají větší hloubky určovány složitějšími technickými prostředky, nejčastěji s pomocí echolokace na principu ultrazvukového sonaru, olovnice totiž dobře funguje pouze při měření malých hloubek.
Hloubkoměry pracující na principu olovnice lze použít i k měření hloubek studen, vrtů, různých dalších podzemních prostor nebo i pro zjišťování délky svislých šachet u větších staveb apod.

## Jiné užití
Pomůcka pro stanovení vodorovné roviny pomocí olovnice a pravoúhlého rovnoramenného trojúhelníku, která vznikla již v raném středověku, se nazývala krokvice. Od 20. století je nahrazena vodováhou.